# Leucania orientasiae
Leucania orientasiae là một loài bướm đêm trong họ Noctuidae.